# 内尔西亚克
内尔西亚克（法語：Nercillac，法語發音：[nɛʁsijak]）是法国夏朗德省的一个市镇，属于干邑区。

## 地理
内尔西亚克（45°42'55"N, 0°14'46"W）面积16.35 平方千米，位于法国新阿基坦大区夏朗德省，该省份为法国西部内陆省份，北起德塞夫勒省和维埃纳省，东临上维埃纳省，东南至多尔多涅省，南至多爾多涅省，西接滨海夏朗德省。
与内尔西亚克接壤的市镇（或旧市镇、城区）包括：布捷-圣特罗让、沙索尔、瑞列讷、雷帕尔萨克、圣布里斯、瓦勒德干邑。

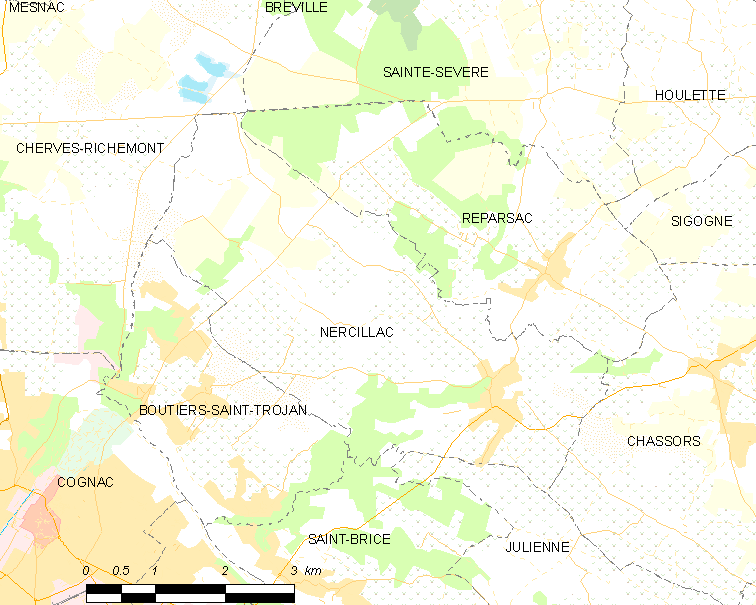
内尔西亚克的OSM定位图

内尔西亚克的时区为UTC+01:00、UTC+02:00（夏令时）。

## 行政
内尔西亚克的邮政编码为16200，INSEE市镇编码为16243。

## 政治
内尔西亚克所属的省级选区为雅纳克县。

## 人口

1962-2008年间内尔西亚克人口变化图示

内尔西亚克于2022年1月1日时的人口数量为1036人。